# マリア・アンナ・フォン・エスターライヒ (1718-1744)
マリア・アンナ・エレオノーレ・ヴィルヘルミナ・ヨーゼファ・フォン・ハプスブルク（ドイツ語: Maria Anna Eleonore Wilhelmina Josepha von Habsburg, 1718年9月18日 - 1744年12月16日）は、神聖ローマ皇帝カール6世と皇后エリーザベト・クリスティーネの次女。女帝マリア・テレジアの妹。

## 生涯
ウィーンで生まれた。カール6世には皇后との間に4人の子が生まれたが、成人したのはマリア・テレジアとマリア・アンナだけだった。2人はカイザーホーフ宮殿で育った。
成長すると、マリア・アンナはロートリンゲン公子カール・アレクサンダー（ロートリンゲン公レオポルトの子）と恋に落ちた。カール・アレクサンダーの兄は、マリア・テレジアの夫フランツ・シュテファン（のちの皇帝フランツ1世）であった。カール6世の政治的判断もあり、2人の恋が成就するには多くの障害があった。
父カールの死後しばらくして、マリア・テレジアは結婚の許しを妹に与えた。2人は1744年1月、アウグスティーナー教会で挙式した。同年、マリア・アンナ夫妻は叔母マリア・エリーザベトの後任として（正確には叔母の死後に総督を務めていたハラハ＝ローラウ伯の後任）、オーストリア領ネーデルラントの総督に任じられてブリュッセルへ赴任していった。
当時はオーストリア継承戦争のさなかで、カール・アレクサンダーがオーストリアの将軍としてプロイセン王国との戦闘に出征している間、第1子を懐妊中のマリア・アンナはブリュッセルに残った。1744年12月16日、マリア・アンナは子供を死産し、自らも急死した。母子はウィーンの帝室納骨堂に葬られた。
カール・アレクサンダーはマリア・アンナの死後も総督としてネーデルラントに留まったが再婚せず、独身を貫き通して生涯を終えた。

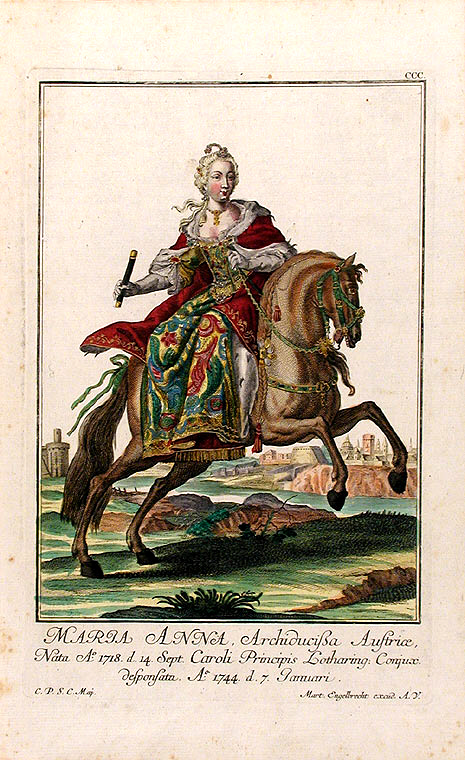
マリア・アンナ